# プロ野球サントリーカップ
プロ野球サントリーカップは、1999年と2000年の2年間に渡って行われた日本プロ野球オープン戦の試合の名称である。最多優勝チームは、読売ジャイアンツ（1回）とオリックス・ブルーウェーブ（1回）。
当大会は、日本版交流試合の実現へ向けた興業面での課題を検証することを目的とした試験的な大会として行われたもので、同時期に開催される土曜日、日曜日、並びに祝日（中止の場合は原則月曜日、または別の日に行う同じカードのオープン戦の試合日に予備日を設定）のオープン戦の全ての試合（全36試合）を対象に行った。
なお、同じカードは1999年と2000年とでそれぞれホームとビジター（ホーム・アンド・アウェー）を入れ替えた。例えば大阪近鉄バファローズ対広島東洋カープの場合は1999年は近鉄、2000年は広島がホームゲームを行っている。よって2年間でホーム・アンド・アウェーが完成する形となっていた。

## 試合方式
- 大会はセントラル・リーグとパシフィック・リーグそれぞれ別のリーグに所属する6チームと1回戦総当り（1チーム当たり6試合）を開催し、その成績によって優勝チームを決定するというものである。
- 9回終了時に同点の場合は引き分けとし、0.5勝0.5敗と見なして勝率を計算する。
- 順位は勝率、勝ち点（勝ち3、引き分け1、負け0）、得失点差の順で決定。得失点差も同じ場合は同順位。
- 基本的には指名打者制を採用していたが、セ・リーグのチームはシーズン開幕前ということもあり試合によっては採用しないこともあった。
- 賞金が以下のように配分された。
  - 総合優勝チーム　1000万円
  - セ・パ対抗戦優勝リーグ　所属リーグ全参加チームに200万円ずつ
  - 大会MVP　200万円
  - 大会優秀選手賞　100万円（各リーグ3名ずつ）
  - 大会優秀新人賞　50万円（各リーグ1名ずつ）
  - 試合ごとのMVP　10万円

また、副賞として優勝チーム及びMVPなどのタイトルを獲得した選手には、冠スポンサーであるサントリーよりビールなどの自社製品1年分が送られた。

## 表彰者
※表記のチーム名、選手所属チームは当時のもの。
※詳細はこのページ参照。

### 1999年
- チーム対抗戦総合優勝　読売ジャイアンツ
- リーグ対抗戦優勝　セントラル・リーグ
- MVP　高橋由伸（読売ジャイアンツ）
- 優秀選手　今岡誠（阪神タイガース）、高橋智（ヤクルトスワローズ）、川上憲伸（中日ドラゴンズ）、金村曉（日本ハムファイターズ）、川越英隆（オリックス・ブルーウェーブ）、鈴木健（西武ライオンズ）
- 優秀新人賞　二岡智宏（読売ジャイアンツ）、松坂大輔（西武ライオンズ）

### 2000年
- チーム対抗戦総合優勝　オリックス・ブルーウェーブ
この年はリーグ対抗戦は実施せず
- MVP　田口壮（オリックス・ブルーウェーブ）
- 優秀選手　豊田清（西武ライオンズ）、鈴木健（西武ライオンズ）、堀幸一（千葉ロッテマリーンズ）、ロベルト・ラミレズ（阪神タイガース）、石井琢朗（横浜ベイスターズ）、稲葉篤紀（ヤクルトスワローズ）
- 優秀新人賞　山下勝己（大阪近鉄バファローズ）、田中一徳（横浜ベイスターズ）